# Équipe du Danemark de football à la Coupe du monde 2022
Cet article relate le parcours de l'Équipe du Danemark de football lors de la Coupe du monde de football 2022 organisée au Qatar du 20 novembre au 18 décembre 2022.

## Qualifications
| Rang | Équipe     | Pts | J  | G | N | P | Bp | Bc | Diff |  | Résultats (▼ dom., ► ext.) |     |     |     |     |     |     |
| ---- | ---------- | --- | -- | - | - | - | -- | -- | ---- |  | -------------------------- | --- | --- | --- | --- | --- | --- |
| 1    | Danemark   | 27  | 10 | 9 | 0 | 1 | 30 | 3  | +27  |  | Danemark                   |     | 2-0 | 5-0 | 1-0 | 3-1 | 8-0 |
| 2    | Écosse     | 23  | 10 | 7 | 2 | 1 | 17 | 7  | +10  |  | Écosse                     | 2-0 |     | 3-2 | 2-2 | 4-0 | 1-0 |
| 3    | Israël     | 16  | 10 | 5 | 1 | 4 | 23 | 21 | +2   |  | Israël                     | 0-2 | 1-1 |     | 5-2 | 3-2 | 2-1 |
| 4    | Autriche   | 16  | 10 | 5 | 1 | 4 | 19 | 17 | +2   |  | Autriche                   | 0-4 | 0-1 | 4-2 |     | 3-1 | 4-1 |
| 5    | Îles Féroé | 4   | 10 | 1 | 1 | 8 | 7  | 23 | -16  |  | Îles Féroé                 | 0-1 | 0-1 | 0-4 | 0-2 |     | 2-1 |
| 6    | Moldavie   | 1   | 10 | 0 | 1 | 9 | 5  | 30 | -25  |  | Moldavie                   | 0-4 | 0-2 | 1-4 | 0-2 | 1-1 |     |

| 1er match                  | Israël              | 0 - 2                         | Danemark                        |                                                                         |                                                                         |
| 25 mars 2021 19h00 (UTC+2) |                     | (0 - 1)                       | 13e Braithwaite · 67e Wind      | Stade Bloomfield, Tel Aviv Spectateurs : 5 000 Arbitrage : Craig Pawson | Stade Bloomfield, Tel Aviv Spectateurs : 5 000 Arbitrage : Craig Pawson |
| 25 mars 2021 19h00 (UTC+2) | Lavi 59e · Tibi 64e | Rapport (FIFA) Rapport (UEFA) | 7e Braithwaite · 54e Schmeichel | Stade Bloomfield, Tel Aviv Spectateurs : 5 000 Arbitrage : Craig Pawson | Stade Bloomfield, Tel Aviv Spectateurs : 5 000 Arbitrage : Craig Pawson |

| 2e match                   | Danemark                                                                                                 | 8 - 0                         | Moldavie |                                                                           |                                                                           |
| 28 mars 2021 18h00 (UTC+2) | Dolberg 19e (pen.) 48e · Damsgaard 22e 29e · Stryger Larsen 35e · Jensen 39e · Skov 81e · Ingvartsen 89e | (5 - 0)                       |          | MCH Arena, Herning Spectateurs : 0 (huis-clos) Arbitrage : Aliyar Aghayev | MCH Arena, Herning Spectateurs : 0 (huis-clos) Arbitrage : Aliyar Aghayev |
| 28 mars 2021 18h00 (UTC+2) | | Rapport (FIFA) Rapport (UEFA) | 18e Carp | MCH Arena, Herning Spectateurs : 0 (huis-clos) Arbitrage : Aliyar Aghayev | MCH Arena, Herning Spectateurs : 0 (huis-clos) Arbitrage : Aliyar Aghayev |

| 3e match                   | Autriche | 0 - 4                         | Danemark                                      |                                                                                        |                                                                                        |
| 31 mars 2021 20h45 (UTC+2) |          | (0 - 0)                       | 58e 74e Skov Olsen · 63e Mæhle · 67e Højbjerg | Ernst-Happel-Stadion, Vienne Spectateurs : 0 (huis-clos) Arbitrage : Artur Soares Dias | Ernst-Happel-Stadion, Vienne Spectateurs : 0 (huis-clos) Arbitrage : Artur Soares Dias |
| 31 mars 2021 20h45 (UTC+2) |          | Rapport (FIFA) Rapport (UEFA) | 60e Wind                                      | Ernst-Happel-Stadion, Vienne Spectateurs : 0 (huis-clos) Arbitrage : Artur Soares Dias | Ernst-Happel-Stadion, Vienne Spectateurs : 0 (huis-clos) Arbitrage : Artur Soares Dias |

| 4e match                         | Danemark                      | 2 - 0   | Écosse | | |
| 1er septembre 2021 20h45 (UTC+2) | Wass 14e · Mæhle 15e          | (2 - 0) |        | Parken Stadium, Copenhague Spectateurs : 34 562 Arbitrage : Ovidiu Hategan Arbitre vidéo : Marco Di Bello | Parken Stadium, Copenhague Spectateurs : 34 562 Arbitrage : Ovidiu Hategan Arbitre vidéo : Marco Di Bello |
| 1er septembre 2021 20h45 (UTC+2) | Rapport (FIFA) Rapport (UEFA) |         |        | Parken Stadium, Copenhague Spectateurs : 34 562 Arbitrage : Ovidiu Hategan Arbitre vidéo : Marco Di Bello | Parken Stadium, Copenhague Spectateurs : 34 562 Arbitrage : Ovidiu Hategan Arbitre vidéo : Marco Di Bello |

| 5e match                       | Îles Féroé                      | 0 - 1                         | Danemark                    |                                                                                             |                                                                                             |
| 4 septembre 2021 19h45 (UTC+1) |                                 | (0 - 0)                       | 85e Wind                    | Tórsvøllur, Tórshavn Spectateurs : 4 620 Arbitrage : Fran Jović Arbitre vidéo : Mario Zebec | Tórsvøllur, Tórshavn Spectateurs : 4 620 Arbitrage : Fran Jović Arbitre vidéo : Mario Zebec |
| 4 septembre 2021 19h45 (UTC+1) | Gestsson 51e · Joensen 60e, 84e | Rapport (FIFA) Rapport (UEFA) | 42e Daramy · 90+3e Højbjerg | Tórsvøllur, Tórshavn Spectateurs : 4 620 Arbitrage : Fran Jović Arbitre vidéo : Mario Zebec | Tórsvøllur, Tórshavn Spectateurs : 4 620 Arbitrage : Fran Jović Arbitre vidéo : Mario Zebec |

| 6e match                       | Danemark                                                                | 5 - 0                         | Israël                                                 | | |
| 7 septembre 2021 20h45 (UTC+2) | Poulsen 28e · Kjær 31e · Skov Olsen 41e · Delaney 58e · Cornelius 90+1e | (3 - 0)                       |                                                        | Parken Stadium, Copenhague Spectateurs : 35 158 Arbitrage : Tobias Stieler Arbitre vidéo : Sascha Stegemann | Parken Stadium, Copenhague Spectateurs : 35 158 Arbitrage : Tobias Stieler Arbitre vidéo : Sascha Stegemann |
| 7 septembre 2021 20h45 (UTC+2) | Christensen 33e · Nørgaard 84e                                          | Rapport (FIFA) Rapport (UEFA) | 26e Dgani · 38e Glazer · 79e Menahem · 90e Abd Elhamed | Parken Stadium, Copenhague Spectateurs : 35 158 Arbitrage : Tobias Stieler Arbitre vidéo : Sascha Stegemann | Parken Stadium, Copenhague Spectateurs : 35 158 Arbitrage : Tobias Stieler Arbitre vidéo : Sascha Stegemann |

| 7e match                     | Moldavie                                  | 0 - 4                         | Danemark                                                    |                                                                                                   |                                                                                                   |
| 9 octobre 2021 21h45 (UTC+3) |                                           | (0 - 4)                       | 23e Skov Olsen · 34e (pen.) Kjær · 39e Nørgaard · 44e Mæhle | Stade Zimbru, Chișinău Spectateurs : 2 642 Arbitrage : João Pinheiro Arbitre vidéo : Luis Godinho | Stade Zimbru, Chișinău Spectateurs : 2 642 Arbitrage : João Pinheiro Arbitre vidéo : Luis Godinho |
| 9 octobre 2021 21h45 (UTC+3) | Marandici 20e · Potîrniche 78e · Dros 86e | Rapport (FIFA) Rapport (UEFA) |                                                             | Stade Zimbru, Chișinău Spectateurs : 2 642 Arbitrage : João Pinheiro Arbitre vidéo : Luis Godinho | Stade Zimbru, Chișinău Spectateurs : 2 642 Arbitrage : João Pinheiro Arbitre vidéo : Luis Godinho |

| 8e match                      | Danemark  | 1 - 0                         | Autriche                     | | |
| 12 octobre 2021 20h45 (UTC+2) | Mæhle 53e | (0 - 0)                       |                              | Parken Stadium, Copenhague Spectateurs : 35 843 Arbitrage : Ivan Kružliak Arbitre vidéo : Paolo Valeri | Parken Stadium, Copenhague Spectateurs : 35 843 Arbitrage : Ivan Kružliak Arbitre vidéo : Paolo Valeri |
| 12 octobre 2021 20h45 (UTC+2) | Wass 31e  | Rapport (FIFA) Rapport (UEFA) | 47e Trimmel · 90+1e Sabitzer | Parken Stadium, Copenhague Spectateurs : 35 843 Arbitrage : Ivan Kružliak Arbitre vidéo : Paolo Valeri | Parken Stadium, Copenhague Spectateurs : 35 843 Arbitrage : Ivan Kružliak Arbitre vidéo : Paolo Valeri |

| 9e match                       | Danemark                                        | 3 - 1                         | Îles Féroé                                   | | |
| 15 novembre 2021 20h45 (UTC+2) | Skov Olsen 18e · Bruun Larsen 63e · Mæhle 90+3e | (1 - 0)                       | 89e Olsen                                    | Parken Stadium, Copenhague Spectateurs : 35 531 Arbitrage : Radu Petrescu Arbitre vidéo : Fabio Maresca | Parken Stadium, Copenhague Spectateurs : 35 531 Arbitrage : Radu Petrescu Arbitre vidéo : Fabio Maresca |
| 15 novembre 2021 20h45 (UTC+2) | Nørgaard 77e                                    | Rapport (FIFA) Rapport (UEFA) | 49e Joensen · 58e G. Vatnhamar · 90+1e Olsen | Parken Stadium, Copenhague Spectateurs : 35 531 Arbitrage : Radu Petrescu Arbitre vidéo : Fabio Maresca | Parken Stadium, Copenhague Spectateurs : 35 531 Arbitrage : Radu Petrescu Arbitre vidéo : Fabio Maresca |

| 10e match                      | Écosse                  | 2 - 0                         | Danemark       | | |
| 15 novembre 2021 19h45 (UTC±0) | Souttar 35e · Adams 86e | (1 - 0)                       |                | Hampden Park, Glasgow Spectateurs : 49 527 Arbitrage : Alejandro Hernández Hernández Arbitre vidéo : Juan Martínez Munuera | Hampden Park, Glasgow Spectateurs : 49 527 Arbitrage : Alejandro Hernández Hernández Arbitre vidéo : Juan Martínez Munuera |
| 15 novembre 2021 19h45 (UTC±0) |                         | Rapport (FIFA) Rapport (UEFA) | 21e Schmeichel | Hampden Park, Glasgow Spectateurs : 49 527 Arbitrage : Alejandro Hernández Hernández Arbitre vidéo : Juan Martínez Munuera | Hampden Park, Glasgow Spectateurs : 49 527 Arbitrage : Alejandro Hernández Hernández Arbitre vidéo : Juan Martínez Munuera |

## Préparation

### Matchs de préparation à la Coupe du monde
Liste détaillée des matches du Danemark depuis sa qualification à la Coupe du monde :

#### Match amicaux
| 1er match                  | Pays-Bas                                  | 4 - 2   | Danemark                      |                                                           |                                                           |
| 26 mars 2022 20h45 (UTC+2) | Bergwijn 16e 71e · Aké 29e · Bergwijn 71e | (3 - 1) | 20e Vestergaard · 47e Eriksen | Johan Cruyff Arena, Amsterdam Arbitrage : Lawrence Visser | Johan Cruyff Arena, Amsterdam Arbitrage : Lawrence Visser |
| 26 mars 2022 20h45 (UTC+2) |                                           | Rapport | 36e Vestergaard               | Johan Cruyff Arena, Amsterdam Arbitrage : Lawrence Visser | Johan Cruyff Arena, Amsterdam Arbitrage : Lawrence Visser |

| 2e match                   | Danemark                                 | 3 - 0   | Serbie |                                                                          |                                                                          |
| 29 mars 2022 18h00 (UTC+2) | Maehle 15e · Lindström 53e · Eriksen 57e | (1 - 0) |        | Parken Stadium, Copenhague Spectateurs : 35 010 Arbitrage : Felix Zwayer | Parken Stadium, Copenhague Spectateurs : 35 010 Arbitrage : Felix Zwayer |
| 29 mars 2022 18h00 (UTC+2) | Rapport                                  |         |        | Parken Stadium, Copenhague Spectateurs : 35 010 Arbitrage : Felix Zwayer | Parken Stadium, Copenhague Spectateurs : 35 010 Arbitrage : Felix Zwayer |

#### Ligue des Nations
| 1er match                 | France      | 1 - 2   | Danemark          | | |
| 3 juin 2022 20h45 (UTC+2) | Benzema 51e | (0 - 0) | 68e 88e Cornelius | Stade de France, Saint-Denis Spectateurs : 75 833 Arbitrage : Felix Zwayer Arbitre vidéo : Christian Dingert | Stade de France, Saint-Denis Spectateurs : 75 833 Arbitrage : Felix Zwayer Arbitre vidéo : Christian Dingert |
| 3 juin 2022 20h45 (UTC+2) |             | Rapport | 73e Nelsson       | Stade de France, Saint-Denis Spectateurs : 75 833 Arbitrage : Felix Zwayer Arbitre vidéo : Christian Dingert | Stade de France, Saint-Denis Spectateurs : 75 833 Arbitrage : Felix Zwayer Arbitre vidéo : Christian Dingert |

| 2e match                  | Autriche     | 1 - 2   | Danemark                          | | |
| 6 juin 2022 22h15 (UTC+2) | Schlager 67e | (0 - 1) | 28e Højbjerg · 84e Stryger Larsen | Stade Ernst-Happel, Vienne Spectateurs : 18 700 Arbitrage : William Collum Arbitre vidéo : Kevin Blom | Stade Ernst-Happel, Vienne Spectateurs : 18 700 Arbitrage : William Collum Arbitre vidéo : Kevin Blom |
| 6 juin 2022 22h15 (UTC+2) |              | Rapport | 35e Poulsen · 65e Jensen          | Stade Ernst-Happel, Vienne Spectateurs : 18 700 Arbitrage : William Collum Arbitre vidéo : Kevin Blom | Stade Ernst-Happel, Vienne Spectateurs : 18 700 Arbitrage : William Collum Arbitre vidéo : Kevin Blom |

| 3e match                   | Danemark                    | 0 - 1   | Croatie                     | | |
| 10 juin 2022 20h45 (UTC+2) |                             | (0 - 0) | 69e Pašalić                 | Parken Stadium, Copenhague Spectateurs : 35 862 Arbitrage : Bartosz Frankowski Arbitre vidéo : Paweł Raczkowski | Parken Stadium, Copenhague Spectateurs : 35 862 Arbitrage : Bartosz Frankowski Arbitre vidéo : Paweł Raczkowski |
| 10 juin 2022 20h45 (UTC+2) | Cornelius 8e · Andersen 67e | Rapport | 75e Stanišić · 76e Vrsaljko | Parken Stadium, Copenhague Spectateurs : 35 862 Arbitrage : Bartosz Frankowski Arbitre vidéo : Paweł Raczkowski | Parken Stadium, Copenhague Spectateurs : 35 862 Arbitrage : Bartosz Frankowski Arbitre vidéo : Paweł Raczkowski |

| 4e match                   | Danemark                  | 2 - 0   | Autriche               | | |
| 13 juin 2022 20h45 (UTC+2) | Wind 21e · Skov Olsen 37e | (2 - 0) |                        | Parken Stadium, Copenhague Spectateurs : 35 230 Arbitrage : Alejandro Hernández Hernández Arbitre vidéo : Guillermo Cuadra Fernández | Parken Stadium, Copenhague Spectateurs : 35 230 Arbitrage : Alejandro Hernández Hernández Arbitre vidéo : Guillermo Cuadra Fernández |
| 13 juin 2022 20h45 (UTC+2) | Wind 26e                  | Rapport | 42e Wimmer · 52e Danso | Parken Stadium, Copenhague Spectateurs : 35 230 Arbitrage : Alejandro Hernández Hernández Arbitre vidéo : Guillermo Cuadra Fernández | Parken Stadium, Copenhague Spectateurs : 35 230 Arbitrage : Alejandro Hernández Hernández Arbitre vidéo : Guillermo Cuadra Fernández |

| 5e match                        | Croatie              | 2 - 1   | Danemark    | | |
| 22 septembre 2022 20h45 (UTC+2) | Sosa 49e · Majer 79e | (0 - 0) | 77e Eriksen | Stade Maksimir, Zagreb Spectateurs : 22 715 Arbitrage : Davide Massa Arbitre vidéo : Marco Di Bello | Stade Maksimir, Zagreb Spectateurs : 22 715 Arbitrage : Davide Massa Arbitre vidéo : Marco Di Bello |
| 22 septembre 2022 20h45 (UTC+2) | Perišić 36e          | Rapport | 57e Kjær    | Stade Maksimir, Zagreb Spectateurs : 22 715 Arbitrage : Davide Massa Arbitre vidéo : Marco Di Bello | Stade Maksimir, Zagreb Spectateurs : 22 715 Arbitrage : Davide Massa Arbitre vidéo : Marco Di Bello |

| 6e match                        | Danemark                     | 2 - 0   | France | | |
| 25 septembre 2022 20h45 (UTC+2) | Dolberg 33e · Skov Olsen 39e | (2 - 0) |        | Parken Stadium, Copenhague Spectateurs : 36 054 Arbitrage : István Kovács Arbitre vidéo : Christian Dingert | Parken Stadium, Copenhague Spectateurs : 36 054 Arbitrage : István Kovács Arbitre vidéo : Christian Dingert |
| 25 septembre 2022 20h45 (UTC+2) | Rapport                      |         |        | Parken Stadium, Copenhague Spectateurs : 36 054 Arbitrage : István Kovács Arbitre vidéo : Christian Dingert | Parken Stadium, Copenhague Spectateurs : 36 054 Arbitrage : István Kovács Arbitre vidéo : Christian Dingert |

## Effectif
L'effectif du Danemark, est dévoilé le 7 novembre 2022.
| Numéro / Nom       | Numéro / Nom          | Club                  | Date de naissance et âge* | J.              | Buts            |                 |                 |                 |
| Gardiens de but    | Gardiens de but       | Gardiens de but       | Gardiens de but           | Gardiens de but | Gardiens de but | Gardiens de but | Gardiens de but | Gardiens de but |
| ------------------ | --------------------- | --------------------- | ------------------------- | --------------- | --------------- | --------------- | --------------- | --------------- |
| 01                 | Kasper Schmeichel     | OGC Nice              | 5 novembre 1986 (36 ans)  | 0               | 0               | 0               | 0               | 0               |
| 16                 | Oliver Christensen    | Hertha Berlin         | 22 mars 1999 (23 ans)     | 0               | 0               | 0               | 0               | 0               |
| 22                 | Frederik Rønnow       | Union Berlin          | 4 août 1992 (30 ans)      | 0               | 0               | 0               | 0               | 0               |
| Défenseurs         |                       |                       |                           |                 |                 |                 |                 |                 |
| 02                 | Joachim Andersen      | Crystal Palace        | 31 mai 1996 (26 ans)      | 0               | 0               | 0               | 0               | 0               |
| 03                 | Victor Nelsson        | Galatasaray SK        | 14 octobre 1998 (24 ans)  | 0               | 0               | 0               | 0               | 0               |
| 04                 | Simon Kjær            | AC Milan              | 26 mars 1989 (33 ans)     | 0               | 0               | 0               | 0               | 0               |
| 05                 | Joakim Mæhle          | Atalanta Bergame      | 20 mai 1997 (25 ans)      | 3               | 1               | 2               | 0               | 0               |
| 06                 | Andreas Christensen   | FC Barcelone          | 10 avril 1996 (26 ans)    | 0               | 0               | 0               | 0               | 0               |
| 13                 | Rasmus Kristensen     | Leeds United          | 11 juillet 1997 (25 ans)  | 0               | 0               | 0               | 0               | 0               |
| 17                 | Jens Stryger Larsen   | Trabzonspor           | 21 février 1991 (31 ans)  | 0               | 0               | 0               | 0               | 0               |
| 18                 | Daniel Wass           | Brøndby IF            | 31 mai 1989 (33 ans)      | 0               | 0               | 0               | 0               | 0               |
| 26                 | Alexander Bah         | SL Benfica            | 9 décembre 1997 (24 ans)  | 0               | 0               | 0               | 0               | 0               |
| Milieux de terrain |                       |                       |                           |                 |                 |                 |                 |                 |
| 07                 | Mathias Jensen        | Brentford FC          | 1er janvier 1996 (26 ans) | 0               | 0               | 0               | 0               | 0               |
| 08                 | Thomas Delaney        | Séville FC            | 3 septembre 1991 (31 ans) | 0               | 0               | 0               | 0               | 0               |
| 10                 | Christian Eriksen     | Manchester United     | 14 février 1992 (30 ans)  | 0               | 0               | 0               | 0               | 0               |
| 11                 | Andreas Skov Olsen    | Club Bruges           | 29 décembre 1999 (22 ans) | 0               | 0               | 0               | 0               | 0               |
| 14                 | Mikkel Damsgaard      | Brentford FC          | 3 juillet 2000 (22 ans)   | 0               | 0               | 0               | 0               | 0               |
| 15                 | Christian Nørgaard    | Brentford FC          | 10 mars 1994 (28 ans)     | 0               | 0               | 0               | 0               | 0               |
| 23                 | Pierre-Emile Højbjerg | Tottenham Hotspur     | 5 août 1995 (27 ans)      | 0               | 0               | 0               | 0               | 0               |
| 24                 | Robert Skov           | TSG Hoffenheim        | 20 mai 1996 (26 ans)      | 0               | 0               | 0               | 0               | 0               |
| 25                 | Jesper Lindstrøm      | Eintracht Francfort   | 29 février 2000 (22 ans)  | 0               | 0               | 0               | 0               | 0               |
| Attaquants         |                       |                       |                           |                 |                 |                 |                 |                 |
| 09                 | Martin Braithwaite    | Espanyol de Barcelone | 5 juin 1991 (31 ans)      | 0               | 0               | 0               | 0               | 0               |
| 12                 | Kasper Dolberg        | Séville FC            | 6 octobre 1997 (25 ans)   | 0               | 0               | 0               | 0               | 0               |
| 19                 | Jonas Wind            | VfL Wolfsburg         | 7 février 1999 (23 ans)   | 0               | 0               | 0               | 0               | 0               |
| 20                 | Yussuf Poulsen        | RB Leipzig            | 15 juin 1994 (28 ans)     | 0               | 0               | 0               | 0               | 0               |
| 21                 | Andreas Cornelius     | FC Copenhague         | 16 mars 1993 (29 ans)     | 0               | 0               | 0               | 0               | 0               |
| Sélectionneur      |                       |                       |                           |                 |                 |                 |                 |                 |
|                    | Kasper Hjulmand       |                       | 9 avril 1972 (50 ans)     |                 |                 |                 |                 |                 |

* NB : Les âges sont calculés au début de la Coupe du monde 2022, le 20 novembre 2022.

## Compétition

### Format et tirage au sort
Le tirage au sort de la Coupe du monde a lieu le vendredi 1er avril 2022 au Centre des expositions à Doha. C’est le classement de mars qui est pris en compte, la sélection se classe 11e du classement FIFA, et est placée dans le chapeau 2.

### Premier tour - Groupe D
|   | Équipe    | Pts | J | G | N | P | Bp | Bc | Diff |
| 1 | France    | 6   | 3 | 2 | 0 | 1 | 6  | 3  | +3   |
| 2 | Australie | 6   | 3 | 2 | 0 | 1 | 3  | 4  | -1   |
| 3 | Tunisie   | 4   | 3 | 1 | 1 | 1 | 1  | 1  | 0    |
| 4 | Danemark  | 1   | 3 | 0 | 1 | 2 | 1  | 3  | -2   |

| 6  | 22 novembre 2022 | Danemark  | 0 - 0 | Tunisie   |
| 5  | 22 novembre 2022 | France    | 4 - 1 | Australie |
| 21 | 26 novembre 2022 | Tunisie   | 0 - 1 | Australie |
| 23 | 26 novembre 2022 | France    | 2 - 1 | Danemark  |
| 37 | 30 novembre 2022 | Australie | 1 - 0 | Danemark  |
| 38 | 30 novembre 2022 | Tunisie   | 1 - 0 | France    |

#### Danemark - Tunisie
| Match 6                                                      | Danemark | 0 - 0   | Tunisie | Stade Education City, Al Rayyan                                                       |                                                                                       |
| 22 novembre 2022 · 16:00 (UTC+3) · Historique des rencontres |          | (0 - 0) |         | Spectateurs : 42 925 Arbitrage : César Arturo Ramos Arbitre vidéo : Fernando Guerrero | Spectateurs : 42 925 Arbitrage : César Arturo Ramos Arbitre vidéo : Fernando Guerrero |
| 22 novembre 2022 · 16:00 (UTC+3) · Historique des rencontres | Rapport  |         |         | Spectateurs : 42 925 Arbitrage : César Arturo Ramos Arbitre vidéo : Fernando Guerrero | Spectateurs : 42 925 Arbitrage : César Arturo Ramos Arbitre vidéo : Fernando Guerrero |

| Danemark | Tunisie |

| DANEMARK :      |    |                          |     |       |
|                 |    |                          |     |       |
| Gardien de but  | 01 | Kasper Schmeichel        |     |       |
|                 | 06 | Andreas Christensen      |     |       |
|                 | 04 | Simon Kjær               |     | 65e   |
|                 | 02 | Joachim Andersen         |     |       |
|                 | 05 | Joakim Mæhle             |     |       |
|                 | 23 | Pierre-Emile Højbjerg    |     |       |
|                 | 10 | Christian Eriksen        |     |       |
|                 | 08 | Thomas Delaney           |     | 45+1e |
|                 | 13 | Rasmus Nissen Kristensen | 24e |       |
|                 | 12 | Kasper Dolberg           |     | 65e   |
|                 | 11 | Andreas Skov Olsen       |     | 65e   |
| Remplaçants :   |    |                          |     |       |
|                 | 14 | Mikkel Damsgaard         |     | 45+1e |
|                 | 21 | Andreas Cornelius        |     | 65e   |
|                 | 07 | Mathias Jensen           | 78e | 65e   |
|                 | 25 | Jesper Lindstrøm         |     | 65e   |
| Sélectionneur : |    |                          |     |       |
| Kasper Hjulmand |    |                          |     |       |

| TUNISIE :       |    |                       |     |     |
|                 |    |                       |     |     |
| Gardien de but  | 16 | Aymen Dahmen          |     |     |
|                 | 06 | Dylan Bronn           |     |     |
|                 | 04 | Yassine Meriah        |     |     |
|                 | 03 | Montassar Talbi       |     |     |
|                 | 24 | Ali Abdi              |     |     |
|                 | 14 | Aïssa Laïdouni        |     | 88e |
|                 | 17 | Ellyes Skhiri         |     |     |
|                 | 20 | Mohamed Dräger        |     | 88e |
|                 | 07 | Youssef Msakni        |     | 80e |
|                 | 25 | Anis Ben Slimane      |     | 67e |
|                 | 09 | Issam Jebali          |     | 80e |
| Remplaçants :   |    |                       |     |     |
|                 | 23 | Naïm Sliti            |     | 67e |
|                 | 08 | Hannibal Mejbri       |     | 80e |
|                 | 11 | Taha Yassine Khenissi | 86e | 80e |
|                 | 21 | Wajdi Kechrida        |     | 88e |
|                 | 13 | Ferjani Sassi         |     | 88e |
| Sélectionneur : |    |                       |     |     |
| Jalel Kadri     |    |                       |     |     |

| Assistants : Alberto Morín Miguel Hernández Quatrième arbitre : Saíd Martínez Assistants arbitre vidéo : Armando Villarreal Gabriel Chade Juan Martínez Munuera Homme du Match : Aïssa Laïdouni |

#### France - Danemark
| Match 23                                                     | France                                               | 2 - 1   | Danemark                    | Stade 974, Doha                                                                      |                                                                                      |
| 26 novembre 2022 · 19:00 (UTC+3) · Historique des rencontres | ( T. Hernandez) Mbappé 61e · ( Griezmann) Mbappé 86e | (0 - 0) | 68e Christensen (Andersen ) | Spectateurs : 42 860 Arbitrage : Szymon Marciniak Arbitre vidéo : Tomasz Kwiatkowski | Spectateurs : 42 860 Arbitrage : Szymon Marciniak Arbitre vidéo : Tomasz Kwiatkowski |
| 26 novembre 2022 · 19:00 (UTC+3) · Historique des rencontres | Rapport                                              |         |                             | Spectateurs : 42 860 Arbitrage : Szymon Marciniak Arbitre vidéo : Tomasz Kwiatkowski | Spectateurs : 42 860 Arbitrage : Szymon Marciniak Arbitre vidéo : Tomasz Kwiatkowski |

| France | Danemark |

| FRANCE :         |    |                     |     |       |
|                  |    |                     |     |       |
| Gardien de but   | 01 | Hugo Lloris         |     |       |
|                  | 22 | Théo Hernandez      |     |       |
|                  | 18 | Dayot Upamecano     |     |       |
|                  | 04 | Raphaël Varane      |     | 75e   |
|                  | 05 | Jules Koundé        | 43e |       |
|                  | 08 | Aurélien Tchouaméni |     |       |
|                  | 14 | Adrien Rabiot       |     |       |
|                  | 07 | Antoine Griezmann   |     | 90+3e |
|                  | 10 | Kylian Mbappé       |     |       |
|                  | 09 | Olivier Giroud      |     | 63e   |
|                  | 11 | Ousmane Dembélé     |     | 75e   |
| Remplaçants :    |    |                     |     |       |
|                  | 26 | Marcus Thuram       |     | 63e   |
|                  | 20 | Kingsley Coman      |     | 75e   |
|                  | 24 | Ibrahima Konaté     |     | 75e   |
|                  | 13 | Youssouf Fofana     |     | 90+3e |
| Sélectionneur :  |    |                     |     |       |
| Didier Deschamps |    |                     |     |       |

| DANEMARK :      |    |                          |     |       |
|                 |    |                          |     |       |
| Gardien de but  | 01 | Kasper Schmeichel        |     |       |
|                 | 03 | Victor Nelsson           |     |       |
|                 | 06 | Andreas Christensen      | 20e |       |
|                 | 02 | Joachim Andersen         |     |       |
|                 | 05 | Joakim Mæhle             |     |       |
|                 | 10 | Christian Eriksen        |     |       |
|                 | 23 | Pierre-Emile Højbjerg    |     |       |
|                 | 13 | Rasmus Nissen Kristensen |     | 90+2e |
|                 | 14 | Mikkel Damsgaard         |     | 73e   |
|                 | 21 | Andreas Cornelius        | 23e | 46e   |
|                 | 25 | Jesper Lindstrøm         |     | 85e   |
| Remplaçants :   |    |                          |     |       |
|                 | 09 | Martin Braithwaite       |     | 46e   |
|                 | 12 | Kasper Dolberg           |     | 73e   |
|                 | 15 | Christian Nørgaard       |     | 85e   |
|                 | 26 | Alexander Bah            |     | 90+2e |
| Sélectionneur : |    |                          |     |       |
| Kasper Hjulmand |    |                          |     |       |

| Assistants : Paweł Sokolnicki Tomasz Listkiewicz Quatrième arbitre : Ma Ning Assistants arbitre vidéo : Juan Martínez Munuera Taleb Al-Marri Alejandro Hernández Hernández Homme du Match : Kylian Mbappé |

#### Australie - Danemark
| Match 37                                                     | Australie            | 1 - 0   | Danemark | Stade Al-Janoub, Al Wakrah                                                       |                                                                                  |
| 30 novembre 2022 · 18:00 (UTC+3) · Historique des rencontres | ( McGree) Leckie 60e | (0 - 0) |          | Spectateurs : 41 232 Arbitrage : Mustapha Ghorbal Arbitre vidéo : Mauro Vigliano | Spectateurs : 41 232 Arbitrage : Mustapha Ghorbal Arbitre vidéo : Mauro Vigliano |
| 30 novembre 2022 · 18:00 (UTC+3) · Historique des rencontres | Rapport              |         |          | Spectateurs : 41 232 Arbitrage : Mustapha Ghorbal Arbitre vidéo : Mauro Vigliano | Spectateurs : 41 232 Arbitrage : Mustapha Ghorbal Arbitre vidéo : Mauro Vigliano |

| Australie | Danemark |

| AUSTRALIE :     |    |                |     |     |
|                 |    |                |     |     |
| Gardien de but  | 01 | Mathew Ryan    |     |     |
|                 | 16 | Aziz Behich    | 4e  |     |
|                 | 04 | Kye Rowles     |     |     |
|                 | 19 | Harry Souttar  |     |     |
|                 | 02 | Miloš Degenek  | 57e |     |
|                 | 23 | Craig Goodwin  |     | 46e |
|                 | 13 | Aaron Mooy     |     |     |
|                 | 22 | Jackson Irvine |     |     |
|                 | 07 | Mathew Leckie  |     | 89e |
|                 | 14 | Riley McGree   |     | 74e |
|                 | 15 | Mitchell Duke  |     | 82e |
| Remplaçants :   |    |                |     |     |
|                 | 26 | Keanu Baccus   |     | 46e |
|                 | 08 | Bailey Wright  |     | 74e |
|                 | 09 | Jamie Maclaren |     | 82e |
|                 | 10 | Ajdin Hrustic  |     | 89e |
| Sélectionneur : |    |                |     |     |
| Graham Arnold   |    |                |     |     |

| DANEMARK :      |    |                          |     |     |
|                 |    |                          |     |     |
| Gardien de but  | 01 | Kasper Schmeichel        |     |     |
|                 | 05 | Joakim Mæhle             |     | 69e |
|                 | 06 | Andreas Christensen      |     |     |
|                 | 02 | Joachim Andersen         |     |     |
|                 | 13 | Rasmus Nissen Kristensen |     | 46e |
|                 | 07 | Mathias Jensen           |     | 59e |
|                 | 23 | Pierre-Emile Højbjerg    |     |     |
|                 | 25 | Jesper Lindstrøm         |     |     |
|                 | 10 | Christian Eriksen        |     |     |
|                 | 11 | Andreas Skov Olsen       |     | 69e |
|                 | 09 | Martin Braithwaite       |     | 59e |
| Remplaçants :   |    |                          |     |     |
|                 | 26 | Alexander Bah            |     | 46e |
|                 | 12 | Kasper Dolberg           |     | 59e |
|                 | 14 | Mikkel Damsgaard         |     | 59e |
|                 | 24 | Robert Skov              | 75e | 69e |
|                 | 21 | Andreas Cornelius        |     | 69e |
| Sélectionneur : |    |                          |     |     |
| Kasper Hjulmand |    |                          |     |     |

| Assistants : Mokrane Gourari Abdelhak Etchiali Quatrième arbitre : Maguette N'Diaye Assistants arbitre vidéo : Nicolás Gallo Gabriel Chade Adil Zourak Homme du Match : Mathew Leckie |

## Statistiques

### Temps de jeu
| Joueur                | |    |    | TT | But inscrit | Passe décisive | MJ | MT | Légende |
| --------------------- | --- | -- | -- | -- | ----------- | -------------- | -- | -- | ------- |
| Gardiens              | Abréviations et symboles : · TT : Total de minutes jouées · MJ : Nombre de matchs joués · MT : Matchs joués en tant que titulaire · : but · : passe décisive · : joueur entré · : joueur remplacé · : capitaine · : carton jaune · : carton rouge · |    |    |    |             |                |    |    |         |
| Oliver Christensen    | Abréviations et symboles : · TT : Total de minutes jouées · MJ : Nombre de matchs joués · MT : Matchs joués en tant que titulaire · : but · : passe décisive · : joueur entré · : joueur remplacé · : capitaine · : carton jaune · : carton rouge · | -  | -  | -  | -           | -              | -  | -  | -       |
| Frederik Rønnow       | Abréviations et symboles : · TT : Total de minutes jouées · MJ : Nombre de matchs joués · MT : Matchs joués en tant que titulaire · : but · : passe décisive · : joueur entré · : joueur remplacé · : capitaine · : carton jaune · : carton rouge · | -  | -  | -  | -           | -              | -  | -  | -       |
| Kasper Schmeichel     | Abréviations et symboles : · TT : Total de minutes jouées · MJ : Nombre de matchs joués · MT : Matchs joués en tant que titulaire · : but · : passe décisive · : joueur entré · : joueur remplacé · : capitaine · : carton jaune · : carton rouge · | 90 | 90 | 90 | 270         | -              | -  | 3  | 3       |
| Défenseurs            | Abréviations et symboles : · TT : Total de minutes jouées · MJ : Nombre de matchs joués · MT : Matchs joués en tant que titulaire · : but · : passe décisive · : joueur entré · : joueur remplacé · : capitaine · : carton jaune · : carton rouge · |    |    |    |             |                |    |    |         |
| Joachim Andersen      | Abréviations et symboles : · TT : Total de minutes jouées · MJ : Nombre de matchs joués · MT : Matchs joués en tant que titulaire · : but · : passe décisive · : joueur entré · : joueur remplacé · : capitaine · : carton jaune · : carton rouge · | 90 | 90 | 90 | 270         | -              | 1  | 3  | 3       |
| Alexander Bah         | Abréviations et symboles : · TT : Total de minutes jouées · MJ : Nombre de matchs joués · MT : Matchs joués en tant que titulaire · : but · : passe décisive · : joueur entré · : joueur remplacé · : capitaine · : carton jaune · : carton rouge · | -  | 0  | 44 | 44          | -              | -  | 2  | -       |
| Andreas Christensen   | Abréviations et symboles : · TT : Total de minutes jouées · MJ : Nombre de matchs joués · MT : Matchs joués en tant que titulaire · : but · : passe décisive · : joueur entré · : joueur remplacé · : capitaine · : carton jaune · : carton rouge · | 90 | 90 | 90 | 270         | 1              | -  | 3  | 3       |
| Simon Kjær            | Abréviations et symboles : · TT : Total de minutes jouées · MJ : Nombre de matchs joués · MT : Matchs joués en tant que titulaire · : but · : passe décisive · : joueur entré · : joueur remplacé · : capitaine · : carton jaune · : carton rouge · | 65 | -  | -  | 65          | -              | -  | 1  | 1       |
| Rasmus Kristensen     | Abréviations et symboles : · TT : Total de minutes jouées · MJ : Nombre de matchs joués · MT : Matchs joués en tant que titulaire · : but · : passe décisive · : joueur entré · : joueur remplacé · : capitaine · : carton jaune · : carton rouge · | 90 | 90 | 46 | 226         | -              | -  | 3  | 3       |
| Joakim Mæhle          | Abréviations et symboles : · TT : Total de minutes jouées · MJ : Nombre de matchs joués · MT : Matchs joués en tant que titulaire · : but · : passe décisive · : joueur entré · : joueur remplacé · : capitaine · : carton jaune · : carton rouge · | 90 | 90 | 69 | 249         | -              | -  | 3  | 3       |
| Victor Nelsson        | Abréviations et symboles : · TT : Total de minutes jouées · MJ : Nombre de matchs joués · MT : Matchs joués en tant que titulaire · : but · : passe décisive · : joueur entré · : joueur remplacé · : capitaine · : carton jaune · : carton rouge · | -  | 90 | -  | 90          | -              | -  | 1  | 1       |
| Jens Stryger Larsen   | Abréviations et symboles : · TT : Total de minutes jouées · MJ : Nombre de matchs joués · MT : Matchs joués en tant que titulaire · : but · : passe décisive · : joueur entré · : joueur remplacé · : capitaine · : carton jaune · : carton rouge · | -  | -  | -  | -           | -              | -  | -  | -       |
| Daniel Wass           | Abréviations et symboles : · TT : Total de minutes jouées · MJ : Nombre de matchs joués · MT : Matchs joués en tant que titulaire · : but · : passe décisive · : joueur entré · : joueur remplacé · : capitaine · : carton jaune · : carton rouge · | -  | -  | -  | -           | -              | -  | -  | -       |
| Milieux               | Abréviations et symboles : · TT : Total de minutes jouées · MJ : Nombre de matchs joués · MT : Matchs joués en tant que titulaire · : but · : passe décisive · : joueur entré · : joueur remplacé · : capitaine · : carton jaune · : carton rouge · |    |    |    |             |                |    |    |         |
| Mikkel Damsgaard      | Abréviations et symboles : · TT : Total de minutes jouées · MJ : Nombre de matchs joués · MT : Matchs joués en tant que titulaire · : but · : passe décisive · : joueur entré · : joueur remplacé · : capitaine · : carton jaune · : carton rouge · | 45 | 73 | 31 | 149         | -              | -  | 3  | 1       |
| Thomas Delaney        | Abréviations et symboles : · TT : Total de minutes jouées · MJ : Nombre de matchs joués · MT : Matchs joués en tant que titulaire · : but · : passe décisive · : joueur entré · : joueur remplacé · : capitaine · : carton jaune · : carton rouge · | 45 | -  | -  | 45          | -              | -  | 1  | 1       |
| Christian Eriksen     | Abréviations et symboles : · TT : Total de minutes jouées · MJ : Nombre de matchs joués · MT : Matchs joués en tant que titulaire · : but · : passe décisive · : joueur entré · : joueur remplacé · : capitaine · : carton jaune · : carton rouge · | 90 | 90 | 90 | 270         | -              | -  | 3  | 3       |
| Pierre-Emile Højbjerg | Abréviations et symboles : · TT : Total de minutes jouées · MJ : Nombre de matchs joués · MT : Matchs joués en tant que titulaire · : but · : passe décisive · : joueur entré · : joueur remplacé · : capitaine · : carton jaune · : carton rouge · | 90 | 90 | 90 | 270         | -              | -  | 3  | 3       |
| Mathias Jensen        | Abréviations et symboles : · TT : Total de minutes jouées · MJ : Nombre de matchs joués · MT : Matchs joués en tant que titulaire · : but · : passe décisive · : joueur entré · : joueur remplacé · : capitaine · : carton jaune · : carton rouge · | 65 | -  | 59 | 124         | -              | -  | 2  | 1       |
| Jesper Lindstrøm      | Abréviations et symboles : · TT : Total de minutes jouées · MJ : Nombre de matchs joués · MT : Matchs joués en tant que titulaire · : but · : passe décisive · : joueur entré · : joueur remplacé · : capitaine · : carton jaune · : carton rouge · | 65 | 85 | 90 | 240         | -              | -  | 3  | 2       |
| Christian Nørgaard    | Abréviations et symboles : · TT : Total de minutes jouées · MJ : Nombre de matchs joués · MT : Matchs joués en tant que titulaire · : but · : passe décisive · : joueur entré · : joueur remplacé · : capitaine · : carton jaune · : carton rouge · | -  | 5  | -  | 5           | -              | -  | 1  | -       |
| Robert Skov           | Abréviations et symboles : · TT : Total de minutes jouées · MJ : Nombre de matchs joués · MT : Matchs joués en tant que titulaire · : but · : passe décisive · : joueur entré · : joueur remplacé · : capitaine · : carton jaune · : carton rouge · | -  | -  | 21 | 21          | -              | -  | 1  | -       |
| Andreas Skov Olsen    | Abréviations et symboles : · TT : Total de minutes jouées · MJ : Nombre de matchs joués · MT : Matchs joués en tant que titulaire · : but · : passe décisive · : joueur entré · : joueur remplacé · : capitaine · : carton jaune · : carton rouge · | 65 | -  | 69 | 134         | -              | -  | 2  | 2       |
| Attaquants            | Abréviations et symboles : · TT : Total de minutes jouées · MJ : Nombre de matchs joués · MT : Matchs joués en tant que titulaire · : but · : passe décisive · : joueur entré · : joueur remplacé · : capitaine · : carton jaune · : carton rouge · |    |    |    |             |                |    |    |         |
| Martin Braithwaite    | Abréviations et symboles : · TT : Total de minutes jouées · MJ : Nombre de matchs joués · MT : Matchs joués en tant que titulaire · : but · : passe décisive · : joueur entré · : joueur remplacé · : capitaine · : carton jaune · : carton rouge · | -  | 44 | 59 | 103         | -              | -  | 2  | 1       |
| Andreas Cornelius     | Abréviations et symboles : · TT : Total de minutes jouées · MJ : Nombre de matchs joués · MT : Matchs joués en tant que titulaire · : but · : passe décisive · : joueur entré · : joueur remplacé · : capitaine · : carton jaune · : carton rouge · | 65 | 46 | 21 | 132         | -              | -  | 3  | 1       |
| Kasper Dolberg        | Abréviations et symboles : · TT : Total de minutes jouées · MJ : Nombre de matchs joués · MT : Matchs joués en tant que titulaire · : but · : passe décisive · : joueur entré · : joueur remplacé · : capitaine · : carton jaune · : carton rouge · | 65 | 17 | 31 | 113         | -              | -  | 3  | 1       |
| Yussuf Poulsen        | Abréviations et symboles : · TT : Total de minutes jouées · MJ : Nombre de matchs joués · MT : Matchs joués en tant que titulaire · : but · : passe décisive · : joueur entré · : joueur remplacé · : capitaine · : carton jaune · : carton rouge · | -  | -  | -  | -           | -              | -  | -  | -       |
| Jonas Wind            | Abréviations et symboles : · TT : Total de minutes jouées · MJ : Nombre de matchs joués · MT : Matchs joués en tant que titulaire · : but · : passe décisive · : joueur entré · : joueur remplacé · : capitaine · : carton jaune · : carton rouge · | -  | -  | -  | -           | -              | -  | -  | -       |
| Total                 | Abréviations et symboles : · TT : Total de minutes jouées · MJ : Nombre de matchs joués · MT : Matchs joués en tant que titulaire · : but · : passe décisive · : joueur entré · : joueur remplacé · : capitaine · : carton jaune · : carton rouge · |    |    |    |             |                |    |    |         |
| Équipe du Danemark    | Abréviations et symboles : · TT : Total de minutes jouées · MJ : Nombre de matchs joués · MT : Matchs joués en tant que titulaire · : but · : passe décisive · : joueur entré · : joueur remplacé · : capitaine · : carton jaune · : carton rouge · | 90 | 90 | 90 | 270         | 1              | 1  | 3  | -       |

| Buts | Joueurs             | Adversaires |
| ---- | ------------------- | ----------- |
| 1    | Andreas Christensen | France      |

| Passes | Joueurs          | Adversaires |
| ------ | ---------------- | ----------- |
| 1      | Joachim Andersen | France      |